# Alfréd szász–coburg–gothai herceg
Alfréd (teljes születési nevén: Alfréd Ernő Albert, angolul: Alfred Ernest Albert; Windsori kastély, Nagy-Britannia, 1844. augusztus 6. – Coburg, Szász–Coburg–Gotha, 1900. július 30.) brit királyi herceg, Szász–Coburg–Gotha uralkodó hercege 1893-tól 1900-ban bekövetkezett haláláig. Ő volt Viktória brit királynő és Albert herceg második fia. 1866-ban kapta meg az Edinburgh hercege címet, és így volt ismert egészen 1893-ig, amikor is nagybátyja, II. Ernő halálával megörökölte a Szász–Coburg–Gothai Hercegséget.

## Élete
Alfréd volt Viktória brit királynő és Albert szász–coburg–gothai herceg negyedik gyermeke és másodszülött fia. 1856 és 1893 között a Brit Királyi Haditengerészet tagja volt.
Ottó görög király lemondása után 1862-ben a görög nemzetgyűlés Alfrédet az utódjának választotta, de ő nem fogadta el a választást. 1866 és 1893 között a Lordok Háza tagja volt.
1893-ban elhunyt II. Ernő szász–coburg–gothai herceg, Alfréd nagybátyja. II. Ernőnek nem született utódja, így koronája fivére legidősebb fiúgyermekére, azaz Eduárd walesi hercegre és trónörökösre szállt volna. Mivel azonban Eduárd herceg a brit trón várományosaként nem ülhetett egy német hercegség trónjára, ezért másodszülött fiúként Szász–Coburg–Gotha Alfrédet illette meg. Alfréd lemondott a brit címekről, hogy Szász–Coburg–Gotha uralkodójává válhasson.

## Családja
A herceg 1874. január 23-án a Téli Palotában feleségül vette Marija Alekszandrovna nagyhercegnőt, II. Sándor orosz cár lányát. A házaspárnak hat gyermeke született:

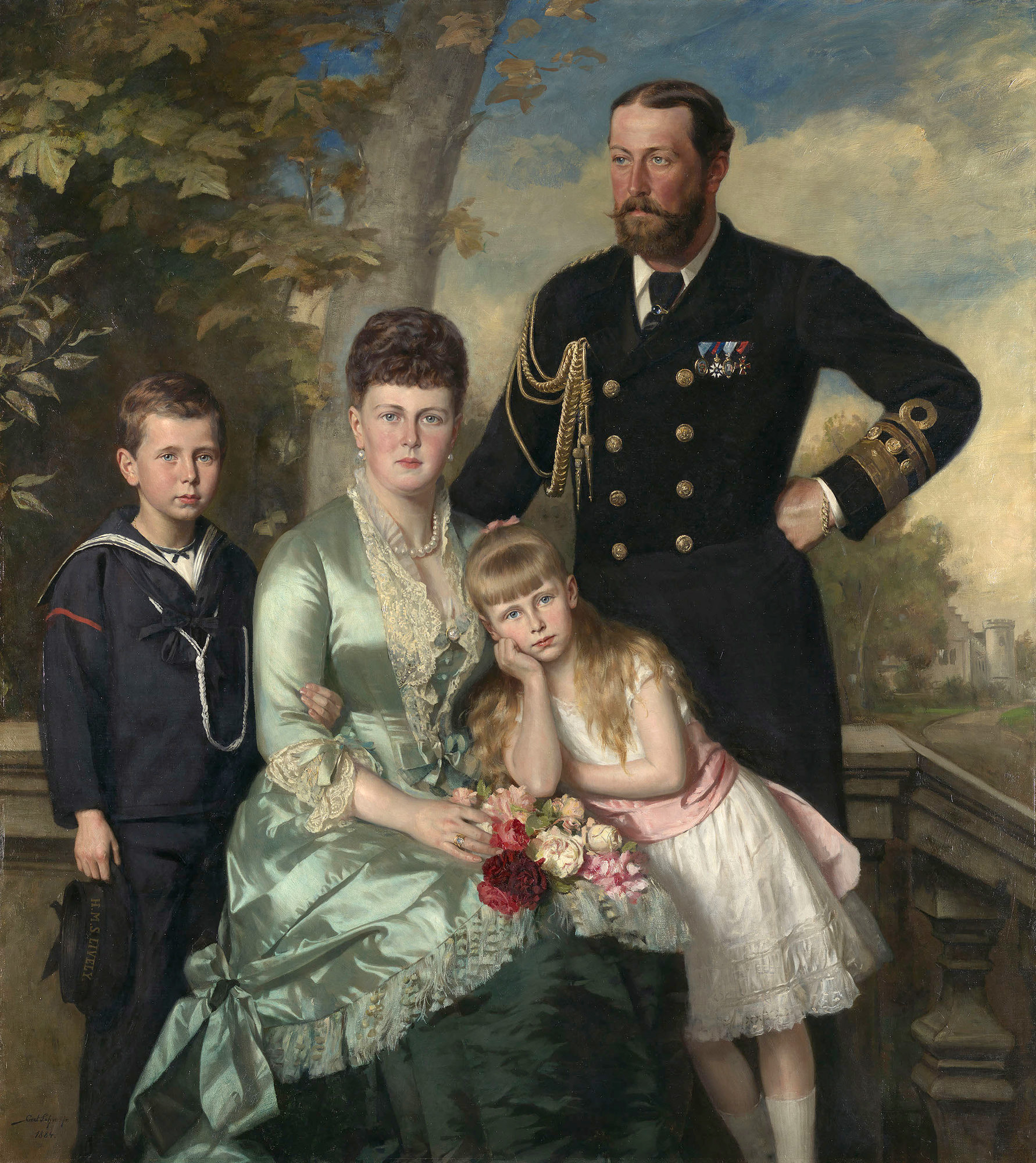
Alfréd, a felesége és a két legidősebb gyereke

- Alfréd herceg (1874–1899), Szász–Coburg–Gotha trónörököse
- Mária hercegnő (1875–1938), ⚭  1893 I. Ferdinánd román király (1865–1927)
- Viktória Melitta hercegnő (1876–1936),
  - ⚭  1894 Ernő Lajos hesseni nagyherceg (elváltak 1901)
  - ⚭  1905 Kirill orosz nagyherceg
- Alexandra hercegnő (1878–1942), ⚭  1896 II. Ernő hohenlohe–langenburgi herceg (1863–1950)
- koraszülött lány (1879. október 13.)
- Beatrix hercegnő (1884–1966), ⚭  1909 Alfonso de Orleans y Borbón spanyol infáns és gallierai herceg (1886–1975)

## Fordítás
- Ez a szócikk részben vagy egészben a Alfred (Sachsen-Coburg und Gotha) című német Wikipédia-szócikk ezen változatának fordításán alapul.  Az eredeti cikk szerkesztőit annak laptörténete sorolja fel. Ez a jelzés csupán a megfogalmazás eredetét és a szerzői jogokat jelzi, nem szolgál a cikkben szereplő információk forrásmegjelöléseként.